# 長尾航空5504號班機事故
長尾航空5504號班機事故發生於2021年2月20日，是一次發生於荷蘭林堡省梅爾森附近的航空事故。該貨機航班為長尾航空由馬斯垂克-亞琛機場飛往約翰·甘迺迪國際機場的國際貨運航班。

## 事故
2021年2月20日，长尾航空的波音747-412BCF货机，編號為VQ-BWT，航班号6T5504/LGT5504，自荷蘭马斯特里赫特-亚琛机场起飞后不久，在林堡省梅尔森上空引擎單邊失效起火。该貨機航班目的地是美國约翰·肯尼迪国际机场，途中一側的普惠PW4056涡扇发动机发生爆炸并掉落涡轮叶片，造成地面共两人因遭葉片擊中而受伤，而其中一人傷勢稍微嚴重些，但情況皆屬於穩定。貨机最終成功於比利時列日机场安全迫降。